# Acidez (função)
Acidez é uma função que mede a capacidade de recepção ou doação de um protão, por parte de um solvente, ou de uma propriedade termodinâmica similar, como a tendência para receber o anião produzido pela remoção do catião H+ do solvente. A escala de pH é função mais usada, contudo, existem outras funções para situações especificas, tais como a função de acidez de Hammet, para soluções ácidas de elevadas concentrações,
As funções de acidez de Hamett são definidas nos termos de uma solução tampão:
{\displaystyle H_{0}={\rm {p}}K_{\rm {a}}+\log {{c_{\rm {B}}} \over {c_{\rm {BH^{+}}}}}}
onde p pKa é a constante de dissociação do BH+.
Outros métodos, como a espectroscopia de ressonância magnética nuclear, podem ser igualmente usadas,
sendo a função H_ definida de forma similar:
{\displaystyle H_{-}={\rm {p}}K_{\rm {a}}+\log {{c_{\rm {B^{-}}}} \over {c_{\rm {BH}}}}}